# Producte de retard-ample de banda
En les comunicacions de dades, el producte de retard-ample de banda és el producte de la capacitat d'un enllaç de dades (en bits per segon) i el seu temps de retard d'anada i tornada (en segons). El resultat, una quantitat de dades mesurada en bits (o bytes), és equivalent a la quantitat màxima de dades del circuit de xarxa en un moment donat, és a dir, dades que s'han transmès però encara no reconeguts. El producte de retard d'ample de banda es va proposar originalment com a regla general per dimensionar els buffers d'encaminador juntament amb l'algoritme d'evitació de congestió de detecció precoç aleatòria (RED).
Una xarxa amb un producte de retard d'amplada de banda gran es coneix comunament com a xarxa llarga de greix (LFN). Tal com es defineix a , una xarxa es considera una LFN si el seu producte de retard d'ample de banda és significativament més gran que 10 5 bits (12.500 bytes).

## Detalls
Les xarxes d'àrea local (LAN) d'ultra alta velocitat poden entrar en aquesta categoria, on l'ajustament del protocol és fonamental per aconseguir el màxim rendiment, a causa del seu ample de banda extremadament elevat, tot i que el seu retard no és gran. Mentre una connexió amb 1 Gbit/s i un temps d'anada i tornada inferior a 100 μs no és LFN, una connexió amb 100 El Gbit/s hauria de romandre per sota d'1 μs RTT per no ser considerat un LFN.
Un exemple important d'un sistema on el producte de retard d'ample de banda és gran és el de les connexions per satèl·lit geoestacionari, on el temps de lliurament d'extrem a extrem és molt elevat i el rendiment de l'enllaç també pot ser elevat. L'alt temps de lliurament d'extrem a extrem dificulta la vida dels protocols i aplicacions d'aturada i espera que assumeixen una resposta ràpida d'extrem a extrem.
Un producte amb un gran retard d'amplada de banda és un cas problemàtic important en el disseny de protocols com el Protocol de control de transmissió (TCP) pel que fa a l'ajustament TCP, perquè el protocol només pot aconseguir un rendiment òptim si un remitent envia una quantitat prou gran de dades abans de ser cal aturar-se i esperar fins que es rebi un missatge de confirmació del receptor, confirmant la recepció correcta d'aquestes dades. Si la quantitat de dades enviades és insuficient en comparació amb el producte de retard d'ample de banda, aleshores l'enllaç no es manté ocupat i el protocol funciona per sota de l'eficiència màxima de l'enllaç. Els protocols que esperen tenir èxit en aquest sentit necessiten algorismes d'autocontrol i d'autoajustament dissenyats amb cura. L'opció d'escala de finestra TCP es pot utilitzar per resoldre aquest problema causat per una mida de finestra insuficient, que està limitada a 65.535 bytes sense escalar.

## Exemples
- Xarxa de satèl·lit de velocitat moderada: 512 kbit/s, 900 ms temps d'anada i tornada (RTT)

{\displaystyle {\begin{aligned}B\times D&=512\times 10^{3}{\text{ bit/s}}\cdot 900\times 10^{-3}{\text{ s}}\\&=460,800{\text{ bit}}=460.8{\text{ kbit}}=57.6{\text{ kB}}\end{aligned}}}
- DSL residencial: 2 Mbit/s, 50 ms (RTT)

{\displaystyle {\begin{aligned}B\times D&=2\times 10^{6}{\text{ bit/s}}\cdot 50\times 10^{-3}{\text{ s}}\\&=100\times 10^{3}{\text{ bit}}=100{\text{ kbit}}=12.5{\text{ kB}}\end{aligned}}}